# Route nationale 702
Die Route nationale 702, kurz N 702 oder RN 702, war eine französische Nationalstraße, die von 1933 bis 1973 zwischen Lubersac und einer Kreuzung mit der ehemaligen Nationalstraße 20 nördlich von Uzerche verlief. Ihre Länge betrug 14 Kilometer.